# Monalonion
Monalonion is een geslacht van wantsen uit de familie van de Miridae (Blindwantsen). Het geslacht werd voor het eerst wetenschappelijk beschreven door Herrich-Schaeffer in 1850.

## Soorten
Het genus bevat de volgende soorten:

- Monalonion annulipes V. Signoret, 1858
- Monalonion atratum Distant, 1883
- Monalonion bahiense Costa Lima, 1938
- Monalonion bicolor Carvalho & Costa, 1988
- Monalonion bondari Costa Lima, 1938
- Monalonion columbiensis Carvalho, 1984
- Monalonion decoratum Monte, 1942
- Monalonion dissimulatum Distant, 1883
- Monalonion incaicus Carvalho, 1972
- Monalonion itabunensis Carvalho, 1972
- Monalonion paraensis Carvalho, 1985
- Monalonion parviventre Herrich-Schaeffer, 1850
- Monalonion peruvianus Kirkaldy, 1907
- Monalonion schaefferi Stål, 1860
- Monalonion velezangeli Carvalho & Costa, 1988
- Monalonion versicolor Distant, 1883